# Hilary Gbedemah
Hilary Amesika Gbedemah, née à Nsawam, au Ghana, le 1er octobre 1953, est une avocate et militante ghanéenne pour les droits des femmes. Elle est membre de la Convention sur l'élimination de toutes les formes de discrimination à l'égard des femmes des Nations unies (CEDAW) depuis 2013 et en est la présidente entre 2019 et février 2021,,,.

## Biographie

### Formation
En 1975, Gbedemah obtient une licence en droit de l'université du Ghana, à Legon. En 1977, elle est admise au barreau. Elle obtient une maîtrise en droit de l'université de Georgetown, à Washington. Elle est également titulaire d'un certificat en droit international humanitaire de l'Institut Henri Dunant de Genève et d'un diplôme en leadership et plaidoyer de l'université de Georgetown,,,.

### Carrière
Hilary Gbedemah est rectrice de l'Institut du droit du Ghana et membre active d'organisations de femmes juristes, entre autres du Leadership and Advocacy for Women in Africa (LAWA).
En 2013, Gbedemah est désignée par le président du Ghana John Dramani Mahama pour faire partie pour la première fois de la CEDAW pour un mandat de deux ans. Au cours de son premier mandat, elle fait notamment partie des groupes de travail suivants : Accès à la justice, qui a produit la recommandation générale 33 du CEDEF sur l'accès à la justice ; Droit à l'éducation ; Changement climatique et réduction des risques de catastrophe ; et Enquêtes en vertu du Protocole facultatif. Elle est réélue en 2016, et préside le comité jusqu'en décembre 2020,. Elle est de nouveau réélue jusqu'en 2024.
Elle présente également des exposés lors de la 59e session de la Commission de la condition de la femme (CSW) à New York et du Sommet international des femmes et de la justice en Turquie,,,.

### Engagements
En 1992, Hilary Gbedemah travaille avec des organisations de la société civile du Ghana dans l'identification d'articles discriminatoires contre les droits des femmes. En 2011, avec l'Association Internationale des Conjointes, elle analyse les aspects discriminatoires des lois ghanéennes sur la citoyenneté dans le but de soumettre des amendements à la Commission de révision constitutionnelle. Elle est également impliquée dans le plaidoyer législatif et la sensibilisation de la communauté sur le projet de loi sur les droits de propriété des conjoints et le projet de loi sur l'héritage. Elle a produit et a présenté à l'OIT un document comportant des chapitres sur la prostitution et la traite des filles. Elle est membre de Netright, signataire du Manifeste des Femmes pour le Ghana, une coalition œuvrant pour les droits politiques et économiques des femmes, et a créé le club Women on the Move pour aider les jeunes femmes dans les affaires. Elle a également travaillé sur des programmes relatifs aux droits économiques des femmes et à la promotion des droits juridiques des femmes dans les zones rurales. 

## Publications principales
Parmi ses publications, on peut citer,,, :
- (en) Voices of African women : women's rights in Ghana, Uganda, and Tanzania, Carolina Academic Press, 2005 (ISBN 978-0-89089-124-7, OCLC 56481911), « Trokosi: Twentieth Century Female Bondage – À Ghanaian Marie Study »[13].
- Rape and Defilement; Interventions available to Victims of Rape and Defilement; Safety Planning – Preventing Rape and Defilement
- Enhancing Women’S Representation in Governance through Affirmative Action (Unpublished 80 page manuscript Paper prepared for ABANTU for Development)
- (en) Hilary, Opoku, Patience, Oquaye, Mike Gbedemah, Promoting women's right in Ghana for a concerted nation development agenda: papers presented at a State of the Union (SoTU) Project Roundtable, 2014 (OCLC 1091719512, lire en ligne).
- (en) Promoting women's participation in public discourse: a guide for media and political parties, 2009 (OCLC 907687035, lire en ligne).